# Heteropoda maxima
Espèce
Heteropoda maxima est une espèce d'araignées aranéomorphes de la famille des Sparassidae.
Elle est qualifiée d' « araignée-chasseuse des forêts » comme toutes les espèces de son genre.

## Distribution
Cette espèce est endémique de la province de Khammouane au Laos,. Les spécimens du Muséum national d'histoire naturelle, observés par Peter Jäger, découvreur de l'espèce en 2001, proviennent des villages de Tham, Kouan Pha Vang, Na Kay Khia situés à une altitude de 140 m.

## Habitat
Elle se rencontre dans des grottes.

## Description
Il s'agit de la plus grande Sparassidae connue et peut-être de la plus grande araignée au monde, avec une envergure pattes étalées de 25 à 30 cm pour un corps de 46 mm au maximum.
La description de cette espèce a été faite à partir de la mesure complète de deux spécimens (holotype PJ 1476, mâle, et paratype PJ 1477, femelle) et de quelques mesures supplémentaires sur d’autres paratypes quand leur état de conservation le permettait.

### Le mâle

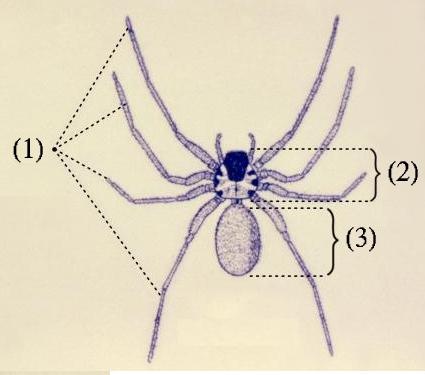
Anatomie externe d'une araignée :
(1) Les quatre paires de pattes,
(2) Le céphalothorax ou prosoma
(3) L'abdomen ou opisthosoma

Le prosome, 14,6 mm, est plus long que l’opisthosome, 12 mm (mesures sur l’holotype PJ 1476). La formule des pattes est : 2143 (classement décroissant de la longueur des pattes sachant que les pattes sont numérotées de 1 à 4 de l’avant vers l’arrière). Le métatarse de la deuxième paire de pattes porte de longs poils étalés, d’une longueur équivalant huit fois la largeur du métatarse. L’embolus, c’est-à-dire le style de l’organe copulateur mâle (rattaché au tarse du pédipalpe), prolonge le tegulum dans la même direction. Le spermiducte a une configuration simple, en S.

### La femelle
La longueur du prosome, 17,1 mm, est inférieure à celle de l’opisthosome, 25 mm (mesures sur paratype PJ 1477). La formule des pattes est : 2413. La griffe apicale du pédipalpe porte neuf longues dents. L’épigyne, débouché de l'appareil génital femelle sous l'abdomen, possède deux longues bandes distinctes, orientées antéro-postérieurement, les lobes latéraux ne couvrent pas le septum médian. Enfin les canaux internes de l’organe génital ont un trajet particulier.

### Diagnose
Cette araignée peut être distinguée de toutes les autres sparassidées par sa taille impressionnante et les caractères génitaux mâle et femelle. Elle est la plus grande des sparassides connues avec un corps atteignant 46 mm de longueur. Les caractères génitaux, diagnosiques de l’espèce sont, chez le mâle, un cymbium très allongé, au moins trois fois plus long que le tegulum et, chez la femelle, une forme caractéristique de l’épigyne avec deux bandes orientées vers l'avant et une direction typique de ses canaux internes.

### Dimorphisme sexuel

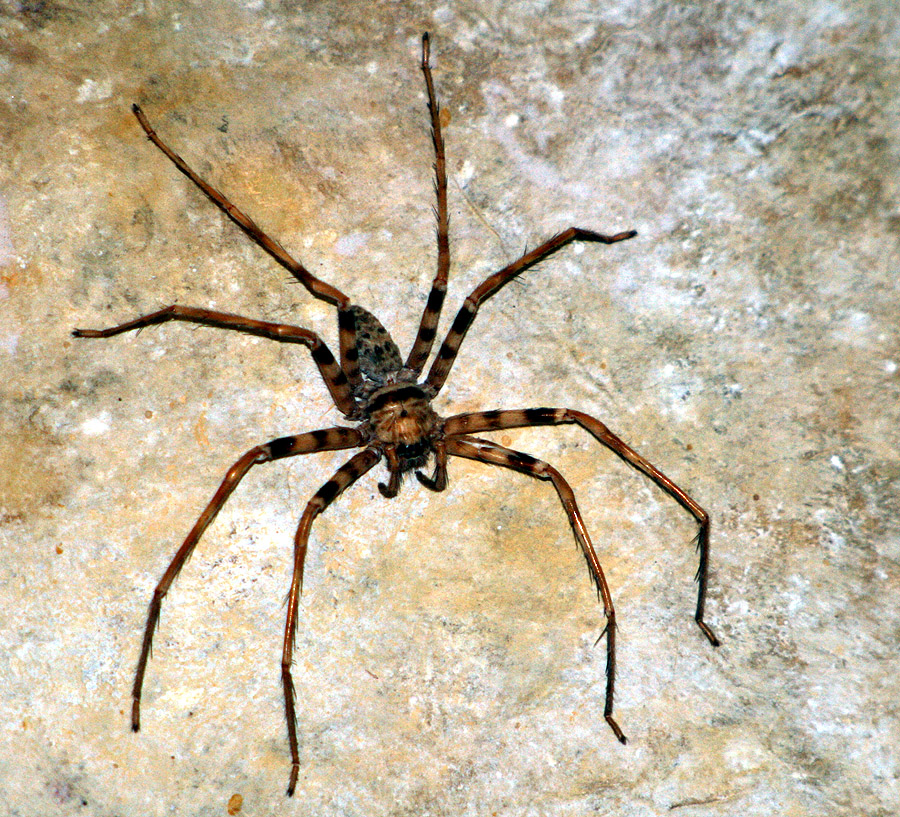
Heteropoda maxima

Outre des différences visibles concernant les caractères génitaux, les mâles ont un corps plus petit que les femelles mais présentent des pattes plus longues. En ce sens les femelles sont plus trapues. L’opisthosoma est plus long que le prosoma chez la femelle alors que c’est le contraire pour le mâle. La formule des pattes enfin diffère selon le sexe. Le mâle porte des poils spéciaux sur le métatarse de la deuxième paire de pattes.

## Éthologie
De nombreux caractères tels que : les pattes allongées, l'allongement du cymbium mâle, les poils spéciaux sur le métatarse de la deuxième paire de pattes du mâle et la couleur pâle, retrouvés chez d'autres sparassides cavernicoles, indiqueraient selon Peter Jäger que l'espèce est cavernicole, bien qu'on n'observe aucune réduction des yeux. Une réduction nette des yeux pour les Sparassides n'a pour l'instant été observée que chez une seule espèce : Sinopoda microphtalma.
L'auteur note par ailleurs que certaines espèces de grosses Heteropoda n'occupent pas uniquement le fond des grottes mais aussi leur entrée.
Les observations de Vincent Vedel, du muséum Senckenberg, qui les étudie sur le terrain depuis quelques années, permettent de confirmer qu'il s'agit d'une espèce cavernicole, chasseuse, qui ne tisse pas de toile. Elle se sert de sa rapidité pour poursuivre ses proies avant de leur sauter dessus et de planter ses chélicères, sans faire usage systématique de son venin. La force physique de l'araignée suffit à retenir la proie. Contrairement aux petites araignées qui recourent à la force du venin, l’Heteropoda maxima se contente de mordre et n’injecte du venin que si la morsure n’a pas été suffisante. Vincent Vedel précise que cette araignée est quasiment aveugle mais en revanche très sensible aux vibrations. Sa principale source de nourriture semble être le criquet des cavernes.
Le dimorphisme sexuel de taille, présent chez la plupart des araignées, s’explique par des rôles biologiques différents : le mâle a des grandes pattes car c’est lui qui s’investit dans la recherche des femelles, la femelle un corps plus gros en raison de la présence des organes génitaux dans l’opisthosome et de la nécessité d’emmagasiner plus d’énergie pour pondre les œufs et les faire survivre. Le dimorphisme de longueur des pattes permet aux mâles des déplacements plus rapides. Les mâles ont, comme chez beaucoup d’araignées, une longévité réduite par rapport aux femelles.

## Position phylogénétique
Certains caractères des appareils génitaux mâle et femelle d'Heteropoda maxima sont plésiomorphes (primitifs), au sein du genre Heteropoda, distincts de Heteropoda robusta (Fage, 1924) et d’une nouvelle espèce, non décrite, de Sulawesi.

## Étymologie
L’épithète latine maxima signifie « la plus grande », en référence à sa taille impressionnante.

## Publication originale
- Jäger, 2001 : A new species of Heteropoda (Araneae, Sparassidae, Heteropodinae) from Laos, the largest huntsman spider ? Zoosystema, vol. 23, no 3, p. 461-465 (texte intégral).
- Norman I. Platnick (trad. Denis Richard), Les araignées du monde, Édition Ulmer, octobre 2021, 256 p.  (ISBN 978-2-37922-192-7), Araignées-chasseuses des forêts pages 234 et 235